# Off-topic
Off-topic (w skrócie OT) – dygresja. Używane powszechnie na stronach internetowych, forach dyskusyjnych, IRC-u etc. określenie tekstu, który nie jest zgodny z narzuconym uprzednio tematem rozmowy.